# Beekse Bergen szafaripark
A Beekse Bergen hollandiai szafaripark Tilburg és Hilvarenbeek között fekszik Hilvarenbeek község területén, Észak-Brabant tartományban. Ez a Benelux államok legnagyobb területű állatkertje. Mintegy 100 állatfaj található meg itt, kis emlősöktől nagy madarakig. A nagy kiterjedésű nyílt legelőkön többek között zebrák, zsiráfok és struccok láthatók. Tartanak továbbá az állatkertben oroszlánokat, orrszarvúkat, elefántokat, gepárdokat is. 2019-ben a szafariparkot rekordszámú, 1,15 millió látogató kereste fel.

## Története
A parkot 1968-ban nyitották meg, eredetileg csak a félig szabadon élő oroszlánokat lehetett megnézni autóból. Ez az akkoriban újszerű megoldás a látogatók nagy tömegeit vonzotta. 
Az 1970-es években fokozatosan fejlesztették mind a parkot, mind az állatállományt. 1980-ra területe 120 hektárra nőtt. 1982-ben gyalogosan látogatható részekkel bővítették. 1985-ben önkormányzati kezelésből alapítványi fenntartásba, majd a következő évben magántulajdonba került. A további fejlesztések a gyalogosan látogatható részek bővítésére irányultak. 
2017-ben ismét új bemutatókat nyitottak meg, köztük tengeri emlősök is látogathatók lettek.

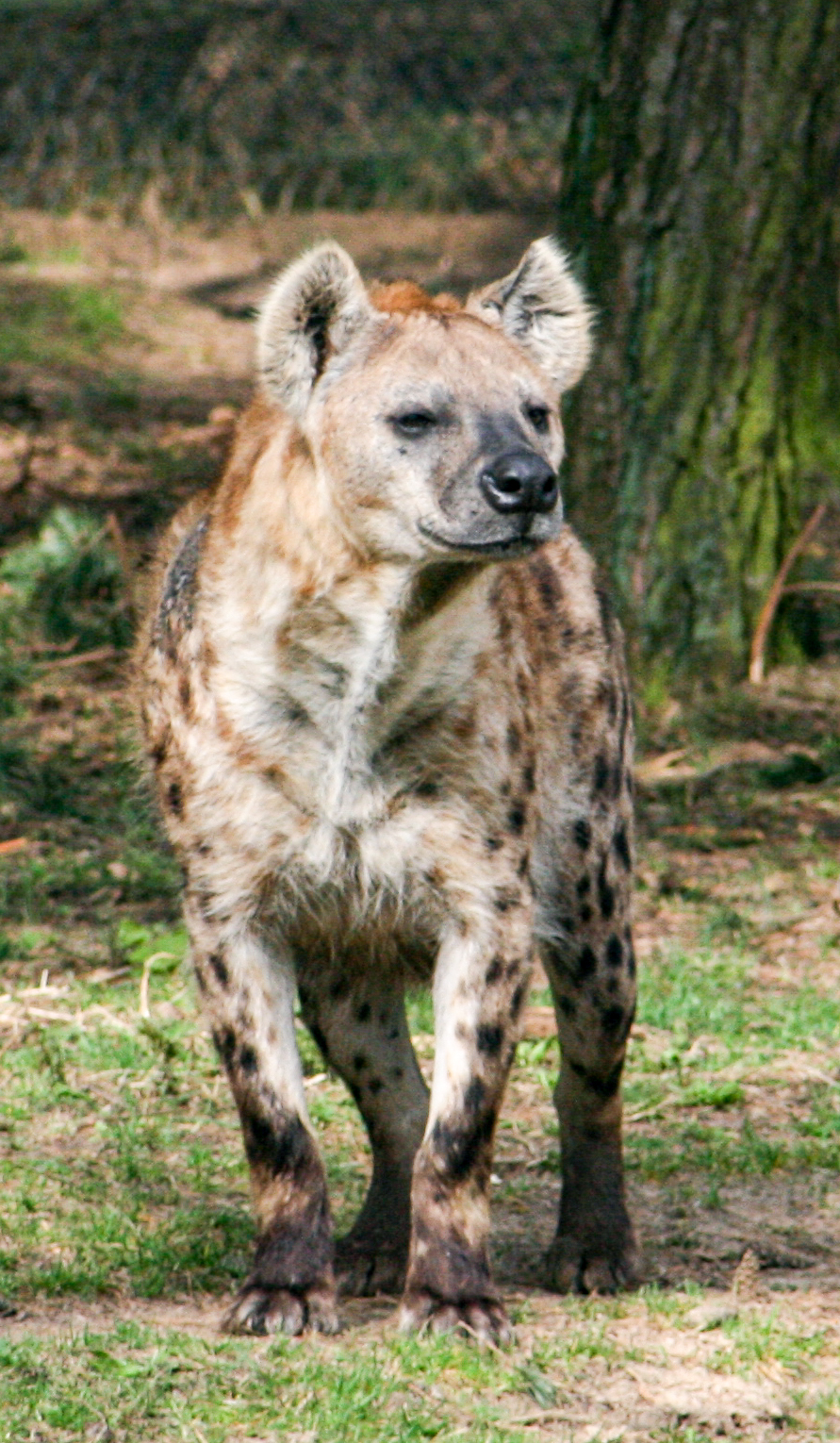
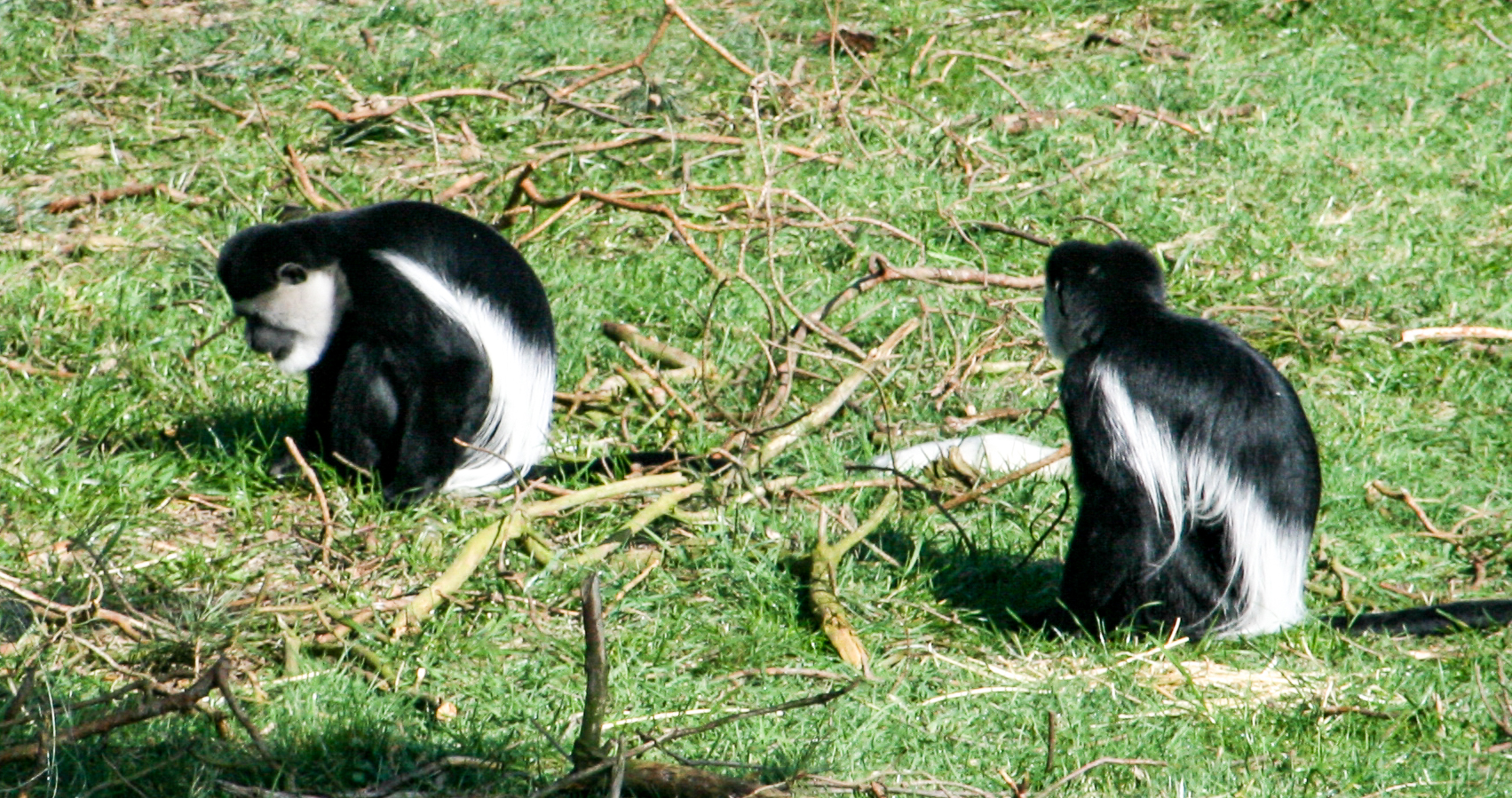
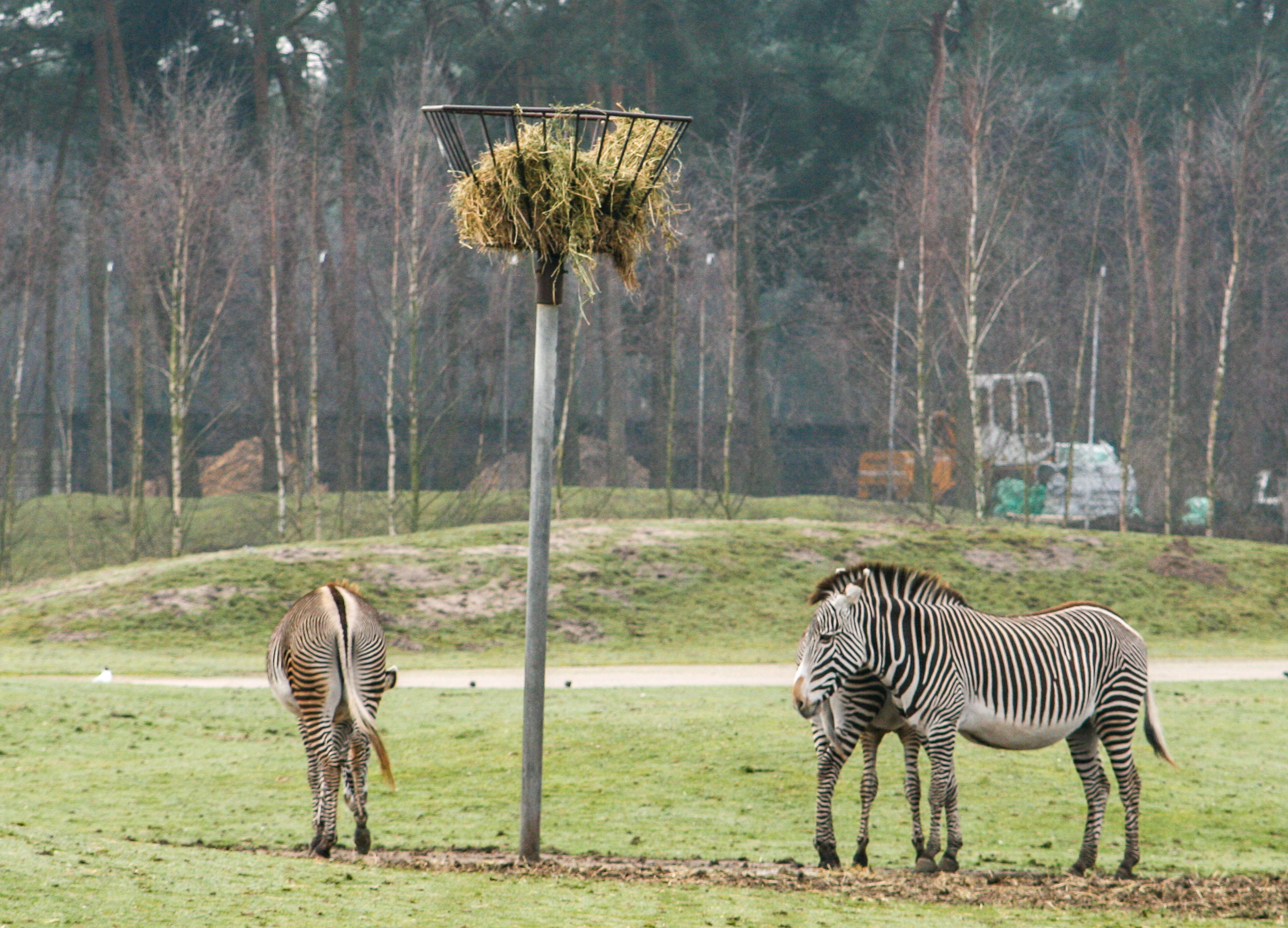
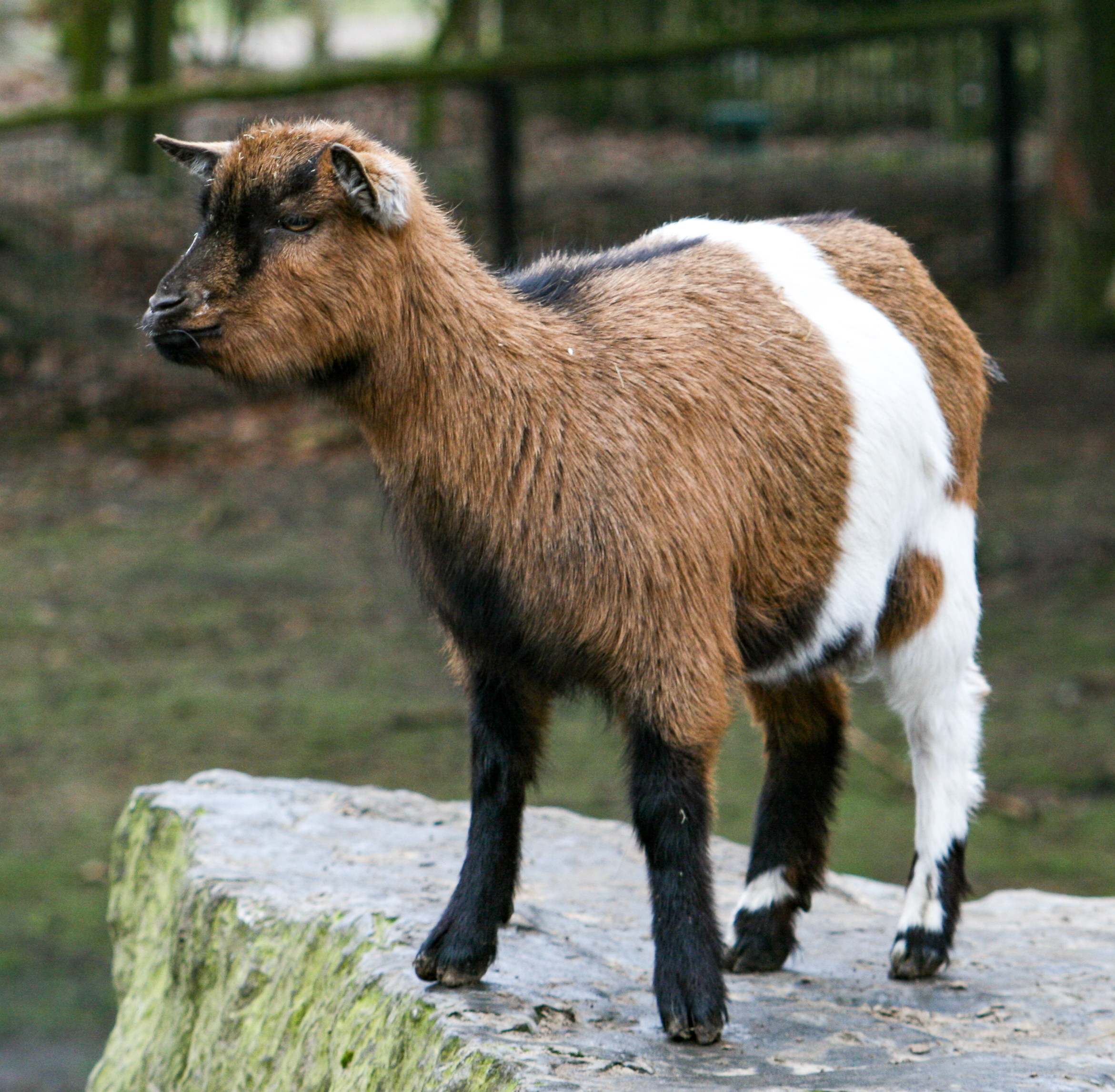

## Nemzetközi együttműködés
A szafaripark aktívan részt vesz az állatkertek hollandiai és nemzetközi együttműködésében, számos veszélyeztetett állatfaj tenyésztésével is.

## Fordítás
- Ez a szócikk részben vagy egészben  a   Safaripark Beekse Bergen című holland Wikipédia-szócikk ezen változatának fordításán alapul.  Az eredeti cikk szerkesztőit annak laptörténete sorolja fel. Ez a jelzés csupán a megfogalmazás eredetét és a szerzői jogokat jelzi, nem szolgál a cikkben szereplő információk forrásmegjelöléseként.